# Discografia dei JVG
Questa pagina contiene l'intera discografia dei JVG dagli esordi sino ad ora.

## Album in studio
| Anno | Album          | Posizione | Vendite | Certificazione |
| ---- | -------------- | --------- | ------- | -------------- |
| 2011 | Mustaa kultaa  | 1         | 16 464  | Disco d'oro    |
| 2012 | jvg.fi         | 1         | –       | –              |
| 2014 | Voitolla yöhön | 1         | –       | –              |
| 2015 | 247365         | 2         | –       | –              |
| 2017 | Popkorni       | 1         | –       | –              |

## EP
| Anno | Album           | Posizione | Vendite | Certificazione |
| ---- | --------------- | --------- | ------- | -------------- |
| 2016 | Mist sä tuut EP | –         | –       | –              |

## Singoli
| Anno | Singolo                                                    | Posizione | Posizione | Posizione | Posizione | Vendite | Certificazione | Album                     |
| Anno | Singolo                                                    | SL        | LL        | RL        | StL       | Vendite | Certificazione | Album                     |
| ---- | ---------------------------------------------------------- | --------- | --------- | --------- | --------- | ------- | -------------- | ------------------------- |
| 2010 | Epoo (feat. Heikki Kuula)                                  | –         | –         | –         | –         | –       | –              | Mustaa kultaa             |
| 2011 | Nelisilmä (feat. Heikki Kuula)                             | 17        | 17        | –         | –         | –       | –              | Mustaa kultaa             |
| 2011 | Häissä (feat. Märkä-Simo)                                  | 1         | 1         | –         | –         | 9 172   | Disco d'oro    | Mustaa kultaa             |
| 2011 | Mitä sä siit tiiät (Heeeyyy) (feat. Ruudolf e Karri Koira) | 18        | 18        | –         | –         | –       | –              | Mustaa kultaa             |
| 2012 | Karjala takaisin (feat. Freeman)                           | 5         | 21        | –         | –         | –       | –              | jvg.fi                    |
| 2012 | Kran Turismo (feat. Raappana)                              | 1         | 1         | –         | –         | 6 074   | Disco d'oro    | jvg.fi                    |
| 2013 | Voitolla yöhön                                             | 3         | 2         | 29        | –         | –       | –              | Voitolla yöhön            |
| 2014 | Huominen on huomenna (feat. Anna Abreu)                    | 1         | 1         | 1         | –         | –       | –              | Voitolla yöhön            |
| 2014 | Etenee (feat. Pete Parkkonen)                              | 11        | 6         | 20        | –         | –       | –              | Voitolla yöhön            |
| 2015 | Mauton jasso                                               | 3         | 3         | 71        | –         | –       | –              | 247365                    |
| 2015 | 247 365                                                    | –         | –         | –         | –         | –       | –              | 247365                    |
| 2015 | Tuulisii (feat. Pete Parkkonen)                            | 3         | 4         | 9         | –         | –       | –              | 247365                    |
| 2015 | Tarkenee                                                   | 1         | 1         | 10        | –         | –       | –              | 247365                    |
| 2015 | Takajeejee (feat. Evelina)                                 | 2         | 1         | 53        | –         | –       | –              | 247365                    |
| 2015 | Paluu tulevaisuuteen                                       | 1         | 1         | –         | –         | –       | –              | –                         |
| 2016 | Hehkuu                                                     | 1         | 1         | 1         | 1         | –       | –              | –                         |
| 2016 | Revolveri (feat. Elias Gould & MGI)                        | 1         | 1         | 50        | 1         | –       | –              | –                         |
| 2016 | Mist sä tuut, Pt. 2                                        | 4         | 7         | –         | 4         | –       | –              | Mist sä tuut EP           |
| 2017 | Sitä säät mitä tilaat (feat. Ellinoora)                    | 1         | 3         | 3         | 1         | –       | –              | –                         |
| 2017 | Urheiluhullu                                               | 3         | 1         | –         | 3         | –       | –              | Anssi Kela ja isot biisit |
| 2017 | Matti & Teppo                                              | 18        | 24        | –         | 18        | –       | –              | Popkorni                  |

## Altri brani musicali
| Anno | Singolo                                                                         | Posizione | Posizione | Posizione | Vendite | Certificazione | Album          |
| Anno | Singolo                                                                         | SL        | LL        | RL        | Vendite | Certificazione | Album          |
| ---- | ------------------------------------------------------------------------------- | --------- | --------- | --------- | ------- | -------------- | -------------- |
| 2014 | Venäläist rulettii (feat. Sanni)                                                | –         | 2         | –         | –       | –              | Voitolla yöhön |
| 2014 | Mist sä tuut? (feat. Gracias, Paperi T, Juno, Stepa, MC Särre, Gasellit e Kube) | –         | 17        | –         | –       | –              | Voitolla yöhön |
| 2015 | Silmät kii (feat. Robin)                                                        | –         | 7         | –         | –       | –              | 247365         |
| 2015 | Perästä kuuluu (feat. Reino Nordin)                                             | –         | –         | 92        | –       | –              | 247365         |

## Video musicali
| Anno | Titolo                       | Regista                         | Note   |
| ---- | ---------------------------- | ------------------------------- | ------ |
| 2009 | Koutsi soittaa               | –                               | –      |
| 2010 | Koutsi hoitaa                | –                               | [ 39 ] |
| 2010 | Holidai                      | –                               | –      |
| 2010 | Epoo                         | –                               | [ 40 ] |
| 2011 | Nelisilmä                    | –                               | [ 41 ] |
| 2011 | Häissä                       | ANDREI6000                      | [ 42 ] |
| 2011 | Edustusvaimo                 | ANDREI6000                      | [ 43 ] |
| 2011 | EMH                          | –                               | –      |
| 2011 | Mitä sä siit tiiät (Heeeyyy) | ANDREI6000                      | [ 44 ] |
| 2011 | Faija                        | –                               | [ 45 ] |
| 2012 | Ei sul riitä                 | –                               | [ 46 ] |
| 2012 | Karjala takaisin             | –                               | [ 47 ] |
| 2012 | Töttöröö                     | Jan-Erik Olin e Tom Hakala      | [ 48 ] |
| 2012 | Kran Turismo                 | –                               | [ 49 ] |
| 2012 | Viiksimies                   | –                               | [ 50 ] |
| 2013 | Voitolla yöhön               | ANDREI6000                      | [ 51 ] |
| 2014 | Huominen on huomenna         | Joonas Kenttämies               | [ 52 ] |
| 2014 | Mist sä tuut?                | ANDREI6000 e Aleksi Kipahti     | [ 53 ] |
| 2014 | Kran Turismo (remix)         | –                               | [ 54 ] |
| 2014 | Fäijönii                     | Anatom Pictures e Niko Karlsson | [ 55 ] |
| 2014 | Etenee                       | PME network e Niko Karlsson     | [ 56 ] |
| 2014 | $ara Chafak (remix)          | ANDREI6000                      | [ 57 ] |
| 2015 | Mauton jasso                 | Tom Hakala                      | [ 58 ] |
| 2015 | Tuulisii                     | ANDREI6000                      | [ 59 ] |
| 2015 | 247 365                      | Jan-Erik Olin                   | [ 60 ] |
| 2015 | Tarkenee                     | ANDREI6000                      | [ 61 ] |
| 2015 | Takajeejee                   | Mika Tervonen                   | [ 62 ] |
| 2016 | Paluu tulevaisuuteen         | ANDREI6000                      | [ 63 ] |
| 2016 | Revolveri                    | Jan-Erik Olin                   | [ 64 ] |
| 2016 | Mist sä tuut Part 2          | –                               | [ 65 ] |
| 2017 | Matti & Teppo                | Teemu Saario                    | [ 66 ] |
| 2017 | Kruunu tikittää              | –                               | [ 67 ] |
| 2017 | Hombre                       | –                               | [ 68 ] |
| 2017 | Älä jätä roikkuu             | Jaakko Itäaho                   | [ 69 ] |